# 格奥尔基·德内夫
格奥尔基·尼科洛夫·德内夫（羅馬化：Georgi Nikolov Denev；1950年4月18日—） 是前保加利亚足球运动员和经理。从1970年至1979年，他为保加利亚国家足球队出场49次，打入10球。他还参加了1974年国际足联世界杯。